# Közönséges laposfarkúgekkó
A közönséges laposfarkúgekkó (Uroplatus fimbriatus) a hüllők (Reptilia) osztályába, a gyíkok (Sauria) alrendjébe és a gekkófélék (Gekkonidae) családjába tartozó faj.

## Elterjedése
Madagaszkár területén honos.

## Megjelenése
Levélszerű a farka. Testhossza 33 cm. Úgy, mint a többi laposfarkú gekkófaj a közönséges laposfarkú gekkó is képes változtatni a színét.

## Életmódja
Tücsöket, szöcskéket, csótányokat, pókokat, csigákat és kisebb emlősöket fogyaszt.

## Természetvédelmi állapota
A közönséges laposfarkúgekkót az élőhelyének irtása és a hobbiállat kereskedelem fenyegeti. Az IUCN vörös listáján a sebezhető kategóriában szerepel.

## Fordítás
- Ez a szócikk részben vagy egészben  az   Uroplatus fimbriatus című angol Wikipédia-szócikk fordításán alapul.  Az eredeti cikk szerkesztőit annak laptörténete sorolja fel. Ez a jelzés csupán a megfogalmazás eredetét és a szerzői jogokat jelzi, nem szolgál a cikkben szereplő információk forrásmegjelöléseként.